# Тест Конкони
Тест Конко́ни — бег с постепенно возрастающей скоростью для определения уровня анаэробного порога. Дистанция теста составляет 3—4 км. Для теста необходимо иметь пульсометр, и желательно, с памятью кругов.

## Процесс тестирования
Суть теста заключается в том, что спортсмен после легкой разминки начинает бежать по двухсотметровому легкоатлетическому стадиону (или другой ровной местности с разметкой), и на каждом круге увеличивать темп бега на 1-2 сек быстрее предыдущего, при этом обязательно записывая или сохраняя (если в пульсометре, секундомере есть такая функция) время круга.
В это же время с помощью пульсометра тестирующий должен извлекать данные о своем пульсе на каждой двухсотметровой отметке и сохранять их (можно попросить друга или знакомого чтобы он записывал результаты на бумагу, или же, если в пульсометре есть функция сохранения данных то можно после прохождение теста извлечь данные).
Любители начинают тест в темпе 70—75 секунд на круг, более опытные 60-65 секунд на круг. Дистанция составляет примерно 3-4 км в зависимости от начального темпа бега и квалификации спортсмена.
Когда пульс доходит до 180—200 ударов в минуту, тест заканчивается.

## Расчет анаэробного порога
- После получения данные сводятся в таблицу.
- Строится график зависимости частоты сердечных сокращений (ЧСС) от скорости передвижения.
- По оси X откладывается скорость передвижения, а по оси Y ЧСС.
- Скорость вычисляется по формуле
  - {\displaystyle V={\frac {S}{t}}}
  - где
  - V - скорость передвижения
  - S - длина отрезка (например: 200 метров)
  - t - время, за которое круг был пройден.
- Точка перегиба на графике будет являться анаэробным порогом.

## Точность измерения
Современные исследования показали что тест Конкони является не точным, и может использоваться спортсменами не нуждающимися в точных измерениях.